# Brandevoort

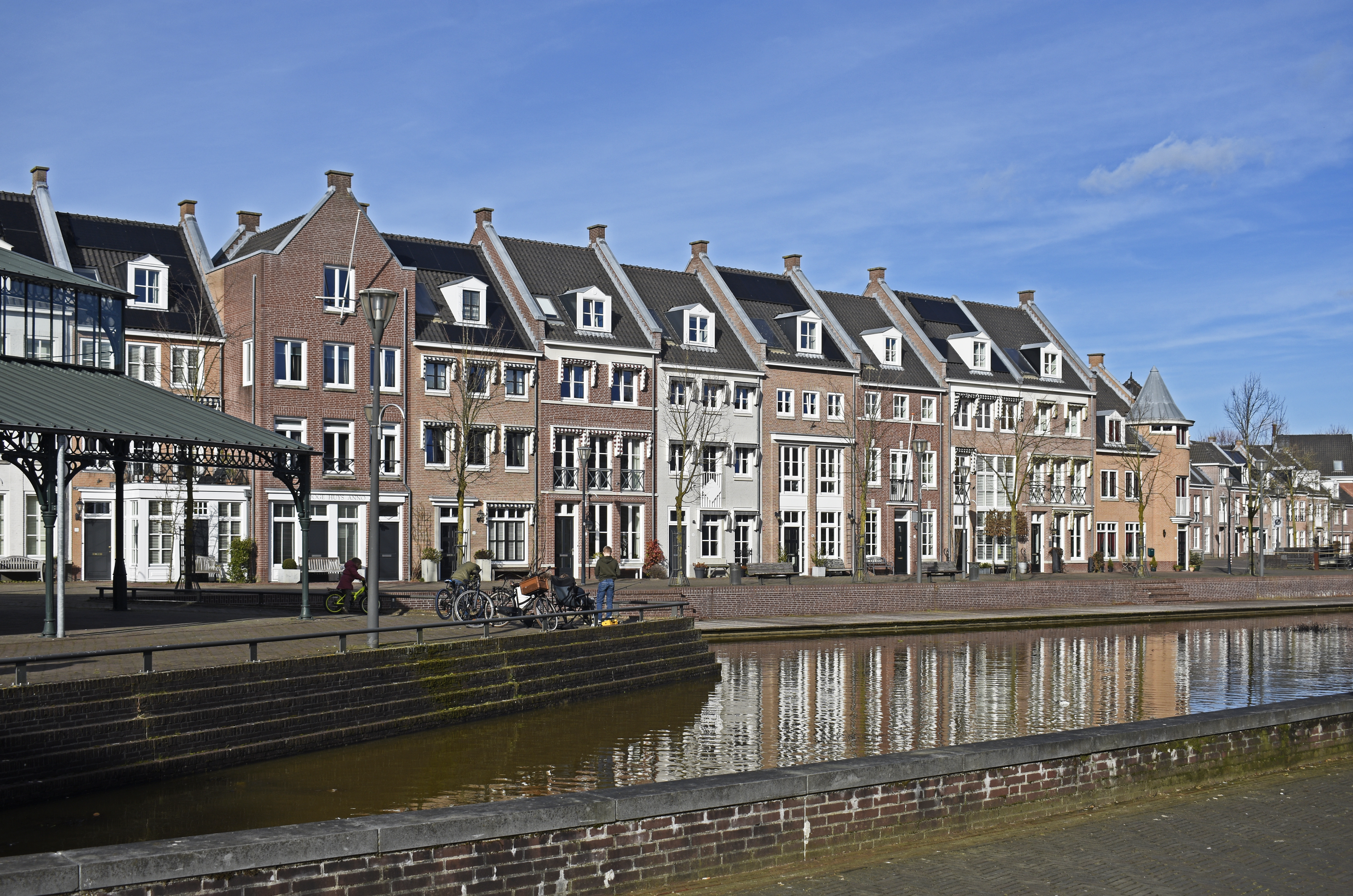
Am Hauptplatz, 2025

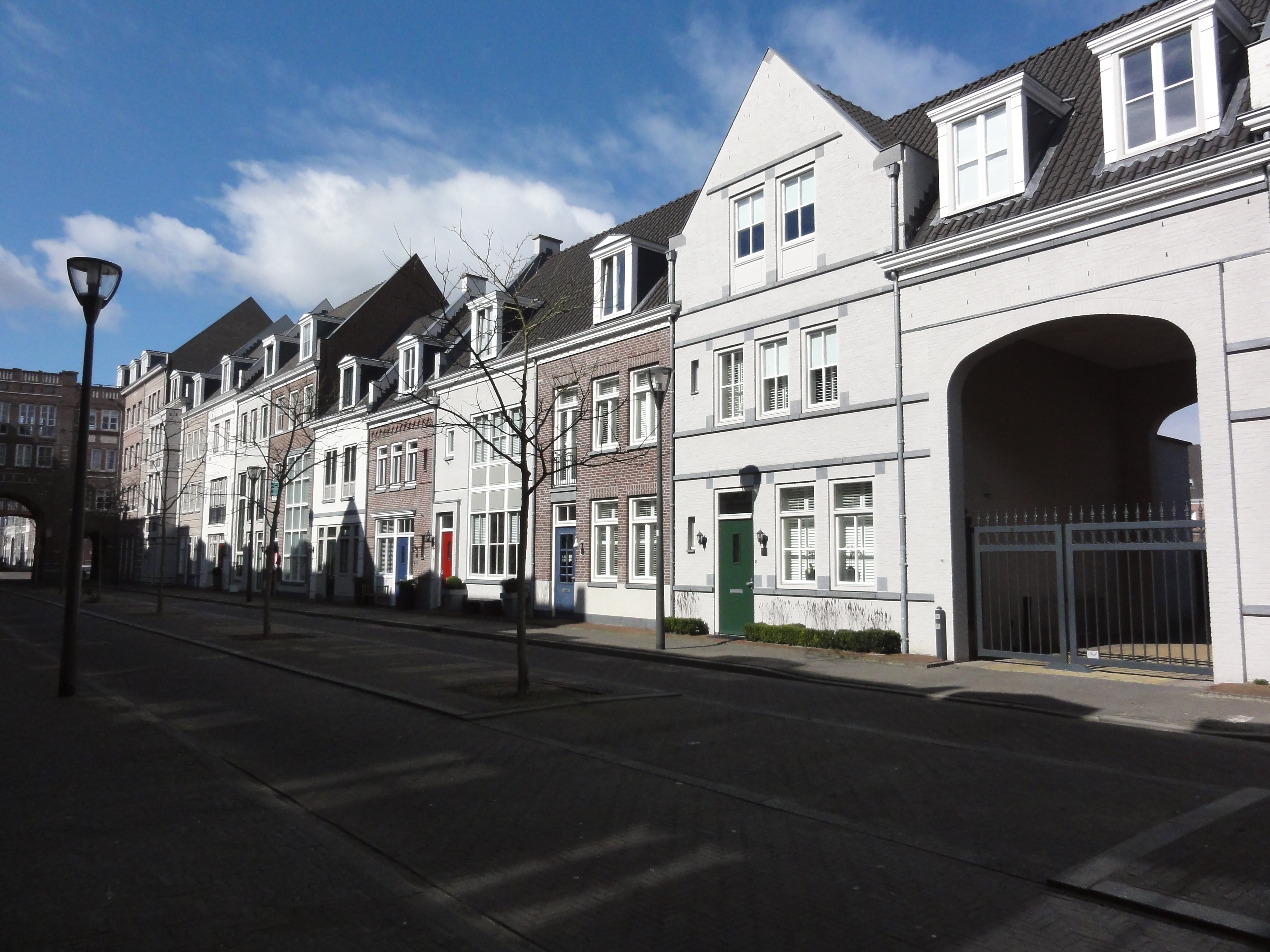
Stadthäuser

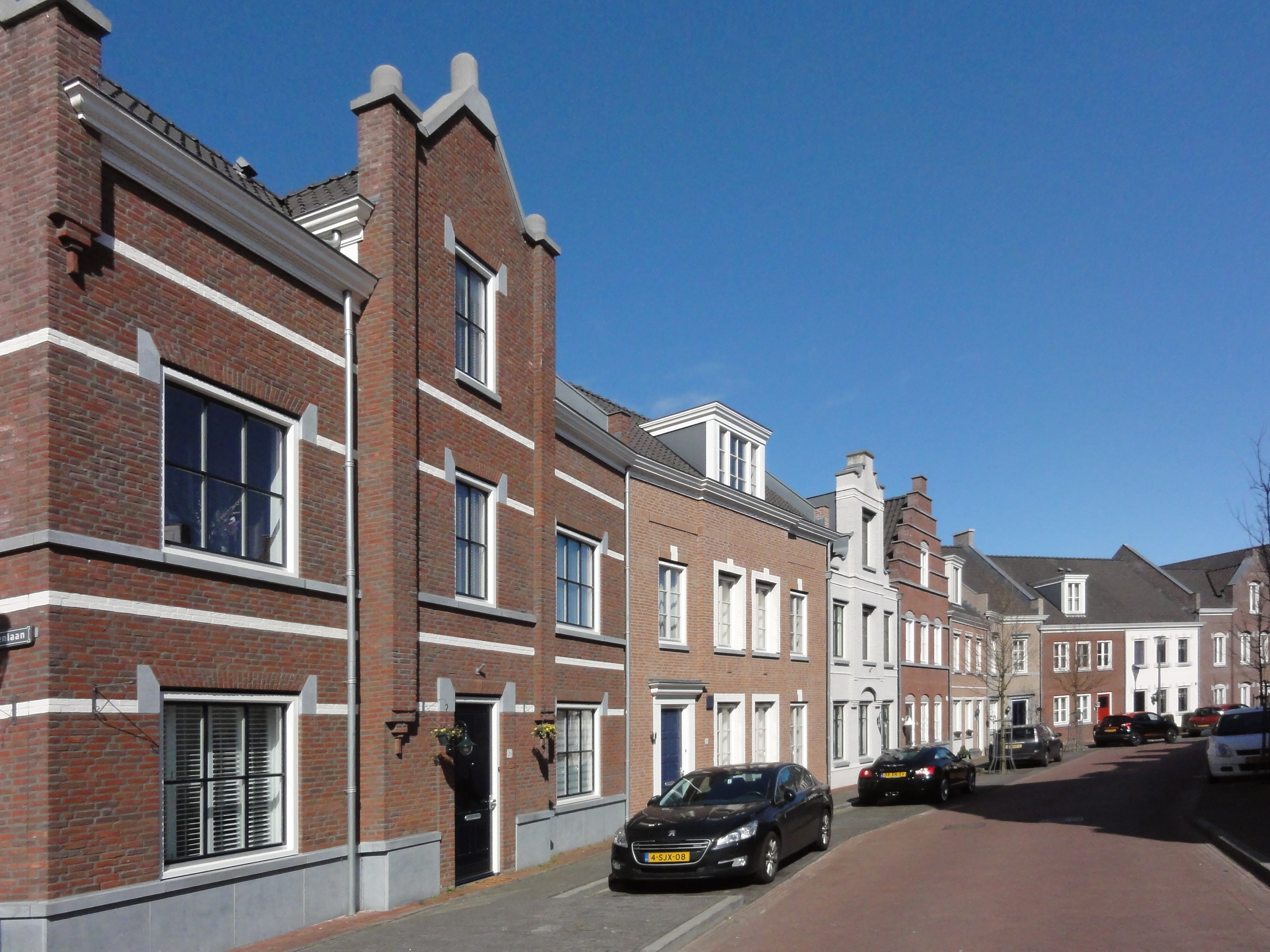

Brandevoort ist ein Stadtteil von Helmond in der Provinz Noord-Brabant in den Niederlanden. Er liegt im Südwesten der Gemeinde, direkt nördlich von Mierlo. Es handelt sich dabei um eine Neuplanung der 1990er und 2000er Jahre, die nach den Prinzipien des New Urbanism errichtet wurde. Die Architekturgestaltung orientiert sich an der lokalen Bauweise, die für Brabant typisch ist. Es handelt sich um ein VINEX-Wohnungsbauprojekt des niederländischen Wohnbauministeriums.
Zum 1. Januar 2024 lebten rund 11.705 Menschen in Brandevoort, gegenüber etwa 9.000 im Jahr 2014.
Das Gebiet war zuvor landwirtschaftlich geprägt und Teil von Mierlo, bevor es 1995 von Helmond eingemeindet wurde. Der städtebauliche Gesamtentwurf wurde von den Architekten Paul van Beek (Paul van Beek landschappen BNT Amsterdam), Rob Krier und Christoph Kohl (K·K Gesellschaft von Architekten mbH Berlin; heute Christoph Kohl Stadtplaner Architekten GmbH), sowie Maarten Ouwens (Wissing Stedenbouw bv Barendrecht) in Zusammenarbeit mit Grontmij (Jan Nijhof und Mariëlle Kok) entwickelt und betreut. Die Bauarbeiten begannen etwa 1997 und sollten bis 2017 abgeschlossen sein. Nach Fertigstellung sollte der Stadtteil rund 6.000 Wohnungen umfassen.
Brandevoort ist um ein zentrales „Stadtzentrum“ namens De Veste („Die Festung“) herum aufgebaut – inspiriert von alten Städten wie Amsterdam, die ursprünglich als Festungen angelegt wurden. Um diesen Kern gruppieren sich drei kleinere Viertel: Schutsboom, Brand und Stepekolk, gemeinsam auch De Buitens („Die Außenbezirke“) genannt. Diese Quartiere wurden im Sinne der sogenannten „Brabantse gezelligheid“ („brabantische Gemütlichkeit“) gestaltet. Sie verfügen trotz ihrer Einbindung in den Masterplan über eine jeweils eigene urbane Identität.
Im Zentrum Brandevoorts gibt es eine kleinteilige Innenstadt mit mehreren Läden, einer Markthalle und einem größeren Supermarkt. Daneben existieren ein Gesundheitszentrum, ein Gemeinschaftshaus, Kindertagesstätten sowie zwei Grundschulen. Der Stadtteil verfügt mit dem Bahnhof Helmond Brandevoort auch über einen eigenen Bahnhof, der im selben architektonischen Stil wie das Viertel errichtet wurde.